# E.T. the Extra-Terrestrial
E.T. the Extra-Terrestrial je audio knjiga i album s filmskom glazbom istoimenog filma, kojeg MCA Records objavljuje u studenom 1982. godine.
Michael Jackson je snimio temu za skladbu "Someone in the Dark". Ona nikada nije korištena u filmu ali je uvrštena u kolekciju E.T. the Extra-Terrestrial. Box set uključuje LP, audio knjigu i poster ET-a i Jacksona. Producent je bio Quincy Jones, a album je objavljen u istom mejesecu kada i Jacksonov Thriller.

## Popis pjesama
1. "Someone In the Dark" (verzija za otvaranje) (Alan Bergman, Marilyn Bergman, Rod Temperton) – 4.58
2. "Landing" – 3.24
3. "Discovery" – 11.32
4. "Home" – 6.09
5. "Intrusion" – 5.23
6. "Chase" – 3.18
7. "Goodbye" – 2.25
8. "Someone In the Dark" (verzija za zatvaranje) – 3.04

Svu glazbu skladao je John Williams, osim gdje je drugačije naznačeno.

## Vanjske poveznice
- Rateyourmusic - Recenzija albuma